# Lukas Willen
Lukas Willen (Oudenaarde, 25 april 2003) is een Belgisch voetballer die onder contract ligt bij Zulte Waregem. Hij is linksvoetig en speelt doorgaans als centrale verdediger.

## Clubcarrière

### Jeugd
Willen begon op vierjarige leeftijd met voetballen bij KFC Gavere-Asper. Na een korte passage bij KMSK Deinze werd hij in 2009 weggeplukt door Club Brugge, waar hij twaalf jaar lang de jeugdopleiding doorliep. De stap naar de beloftenploeg Club NXT kon hij er echter niet zetten doordat een heupblessure hem bijna een jaar buiten strijd hield.

### Zulte Waregem
In de zomer van 2021 maakte Willen de overstap naar de B-kern van Zulte Waregem. Daar ondertekende hij in april 2022 een profcontract tot medio 2024. Op 31 juli 2022 maakte hij zijn officiële debuut voor het eerste elftal van Zulte Waregem. In de met 1-0 verloren wedstrijd tegen Antwerp op de tweede speeldag van de competitie liet trainer Mbaye Leye hem in de 85e minuut invallen voor Modou Tambedou.
Na ook nog twee invalbeurten tegen Club Brugge en Charleroi stond Willen begin oktober tegen Westerlo voor het eerst in de basis. Ondanks het 2-0-verlies van zijn team maakte hij onmiddellijk indruk met zijn prestatie. Zo werd hij na zijn eerste maand als basisspeler door de Waregemse supporters ook meteen verkozen tot speler van de maand oktober. Begin november speelde Willen zijn eerste wedstrijd in de Beker van België. Zulte Waregem versloeg Lommel SK met 0-1 en plaatste zich zo voor de achtste finales.
Eind november 2022 liep Willen een blessure aan het schaambeen op, waardoor hij zo'n drie maanden aan de kant stond. Op 24 februari 2023 maakte hij tegen KV Kortrijk zijn wederoptreden met een korte invalbeurt, twaalf dagen nadat hij met Jong Essevee al tegen KFC Merelbeke had gespeeld. Vier dagen later viel hij tegen KV Mechelen ook in tijdens de halve finale van de Beker van België, die Zulte Waregem met 1-0 verloor. De laatste zeven competitieduels was Willen opnieuw een vaste waarde in de basis. Op de slotspeeldag maakte hij tegen Cercle Brugge zijn eerste profdoelpunt door in de 59e minuut de 1-2-aansluitingstreffer te scoren. De wedstrijd werd echter met 2-3 verloren, waardoor Zulte Waregem naar Eerste klasse B zakte. Een kleine twee maanden na de degradatie brak Zulte Waregem het contract van Willen open tot 2026.
Op 31 oktober 2023 stond Willen in het bekerduel tegen Cercle Brugge voor het eerst als aanvoerder aan de aftrap. De wedstrijd werd beslist met een strafschoppenreeks, waarin Willen een penalty omzette. Zulte Waregem plaatste zich zo voor de achtste finale van de Beker van België, maar verloor die met 4-0 van Club Brugge. In de competitie kwam Willen elke wedstrijd in actie en verzamelde hij de meeste speelminuten van de ploeg. Hij droeg ook twee keer de aanvoerdersband, meer bepaald tegen Lommel SK en RSCA Futures. Zulte Waregem beëindigde de competitie op de vijfde plaats en verzekerde zich daarmee van een ticket voor de play-offs om promotie. Daarin werd het uiteindelijk uitgeschakeld door Lommel SK.

## Clubstatistieken
| Seizoen        | Club           | Niveau          | Competitie | Competitie | Beker | Beker | Totaal | Totaal |
| Seizoen        | Club           | Niveau          | Wed.       | Dlp.       | Wed.  | Dlp.  | Wed.   | Dlp.   |
| -------------- | -------------- | --------------- | ---------- | ---------- | ----- | ----- | ------ | ------ |
| 2022/23        | Jong Essevee   | Tweede afdeling | 3          | 0          | —     | —     | 3      | 0      |
| Clubtotaal     | Clubtotaal     | Clubtotaal      | 3          | 0          | —     | —     | 3      | 0      |
| 2022/23        | Zulte Waregem  | Eerste klasse A | 19         | 1          | 2     | 0     | 21     | 1      |
| 2023/24        | Zulte Waregem  | Eerste klasse B | 32         | 0          | 3     | 0     | 35     | 0      |
| 2024/25        | Zulte Waregem  | Eerste klasse B | 28         | 0          | 2     | 0     | 30     | 0      |
| Clubtotaal     | Clubtotaal     | Clubtotaal      | 79         | 1          | 7     | 0     | 86     | 1      |
| Carrièretotaal | Carrièretotaal | Carrièretotaal  | 82         | 1          | 7     | 0     | 89     | 1      |

Bijgewerkt op 18 april 2025.

## Interlandcarrière
Willen debuteerde op 20 maart 2018 als jeugdinternational voor het Belgisch elftal onder 15 in een vriendschappelijke interland tegen Nederland. Een maand later stond hij ook aan de aftrap tegen Zwitserland. Voor België onder 17 kwam Willen op 7 september 2019 in actie tegen Israël. In de met 2-4 gewonnen wedstrijd opende hij de score in de negende minuut. Midden november 2022 werd Willen door bondscoach Wesley Sonck opgeroepen voor het onder 20-elftal van België. Hij viel tegen Portugal in de laatste minuut in en stond aan de aftrap tegen Noorwegen.
| Jeugdinterlands van Lukas Willen | Jeugdinterlands van Lukas Willen | Jeugdinterlands van Lukas Willen | Jeugdinterlands van Lukas Willen | Jeugdinterlands van Lukas Willen | Jeugdinterlands van Lukas Willen |
| Team (№ interlands)              | Datum                            | Wedstrijd                        | Uitslag                          | Soort wedstrijd                  | Doelpunten                       |
| Als speler bij Club Brugge       | Als speler bij Club Brugge       | Als speler bij Club Brugge       | Als speler bij Club Brugge       | Als speler bij Club Brugge       | Als speler bij Club Brugge       |
| -------------------------------- | -------------------------------- | -------------------------------- | -------------------------------- | -------------------------------- | -------------------------------- |
| Onder 15 (1.)                    | 20 maart 2018                    | België – Nederland               | 0 – 0                            | Oefeninterland                   |                                  |
| Onder 15 (2.)                    | 17 april 2018                    | België – Zwitserland             | 2 – 1                            | Oefeninterland                   |                                  |
| Onder 17 (1.)                    | 7 september 2019                 | Israël – België                  | 2 – 4                            | Oefeninterland                   | 9'                               |
| Als speler bij Zulte Waregem     |                                  |                                  |                                  |                                  |                                  |
| Onder 20 (1.)                    | 19 november 2022                 | België – Portugal                | 1 – 1                            | Oefeninterland                   |                                  |
| Onder 20 (2.)                    | 22 november 2022                 | België – Noorwegen               | 2 – 1                            | Oefeninterland                   |                                  |

## Erelijst
| Competitie      | Aantal        | Jaar          |
| Zulte Waregem   | Zulte Waregem | Zulte Waregem |
| --------------- | ------------- | ------------- |
| Eerste klasse B | 1x            | 2024/25       |